# Mollia grandiflora
Mollia grandiflora là một loài thực vật có hoa trong họ Cẩm quỳ. Loài này được Willem Meijer mô tả khoa học đầu tiên năm 1978.

## Phân bố
Loài cây gỗ này có tại đông nam Colombia, Venezuela và miền bắc Brasil.